# PKP-Baureihe EU06
Die Lokomotiven der Baureihe EU06 der Polnischen Staatsbahnen (PKP) sind Elektrolokomotiven für die Beförderung von Personenzügen und Schnellzügen.
Von Anfang der 1950er Jahre bis Anfang der 1960er Jahre beschafften die PKP mangels landeseigener Produktion von Lokomotiven für Geschwindigkeiten über 100 km/h mehrere kleinere Serien von ausländischen Herstellern verschiedener Länder. Nach den Baureihen EP03 von ASEA (Schweden), EU04 von LEW (DDR) und EU05 von Škoda (Tschechoslowakei) wurde 1962 vom britischen Hersteller English Electric die Baureihe EU06 an die PKP ausgeliefert. Die Konstruktion lehnte sich an die Klasse 83 von British Railways an.
Die Beschaffung der Baureihe EU06 wurde noch 1962 nach Lieferung von 20 Lokomotiven beendet, allerdings begann 1965 bei Pafawag der einheimische Nachbau in Form der geringfügig modifizierten Baureihe EU07.
Aufgrund der weitgehenden Baugleichheit mit der Baureihe EU07 hat die Baureihe EU06 ihre Vorgängerbaureihen bei weitem überlebt. Die Ausmusterung der Baureihe EU06 hat aber bereits begonnen, 2004 waren noch 15 EU06 im Bestand. Sie sind im Bahnbetriebswerk Kraków beheimatet und werden für Schnell- und Personenzüge verwendet. Die Ausmusterung der restlichen Lokomotiven ist geplant.